# Beate Sirota Gordon

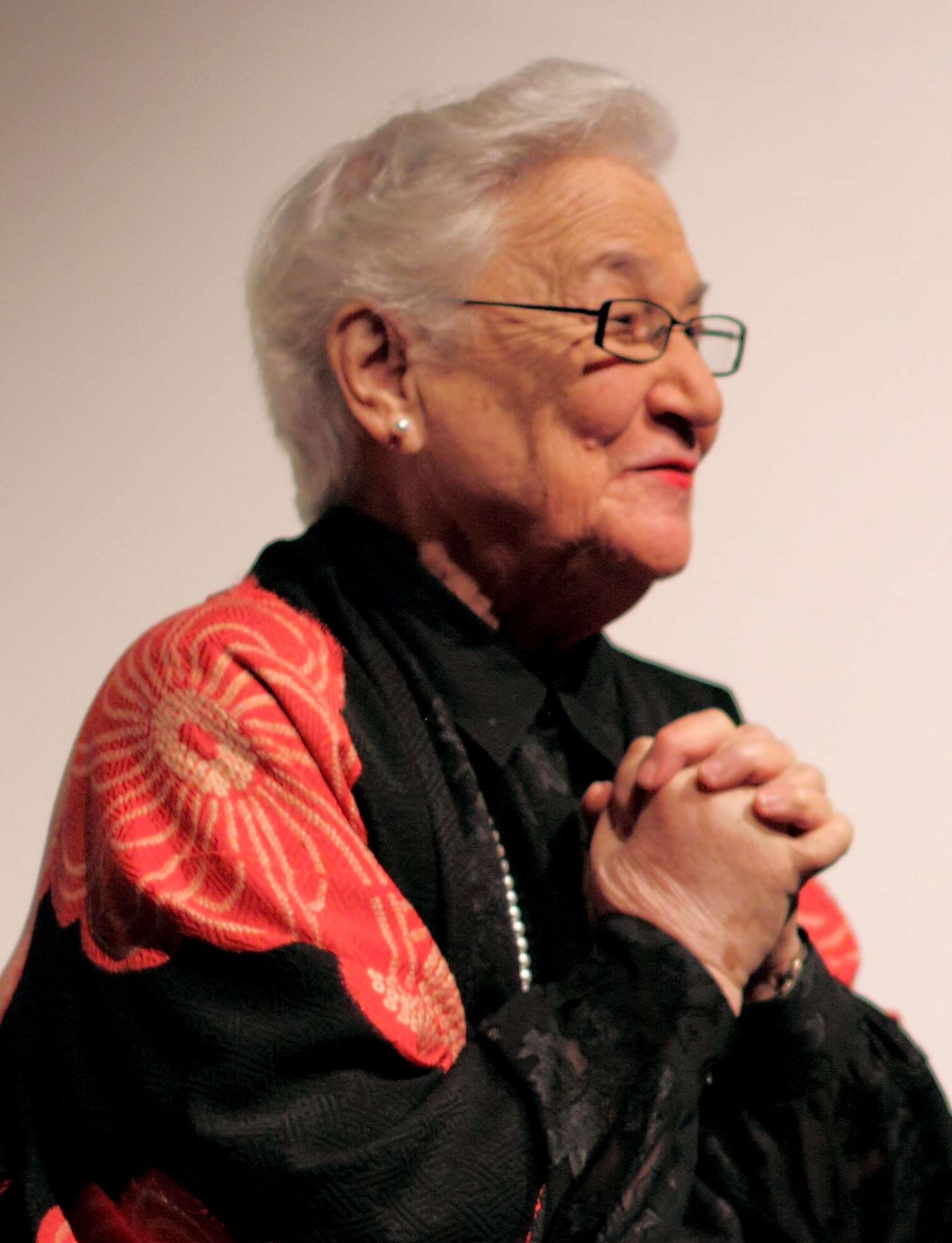
Beate Sirota Gordon (2011)

Beate Sirota Gordon (Wenen, 25 oktober 1923 - New York, 30 december 2012) was een in Oostenrijk geboren Amerikaanse. Ze was een actieve voorvechtster van gelijke rechten en passioneel bezig met het introduceren van Oosterse kunsten in Westerse landen. Toen ze eind 2012 stierf was ze een van laatste overlevende leden die mee heeft geschreven aan de Japanse grondwet in 1946.

## Jeugd
Beate was het enige kind van de Joodse Leo Sirota en Augustine Horenstein. Leo was een bekende pianist, haar oom, Jascha Horenstein, was dirigent. Zij vluchtten uit Oekraïne dat toen door oorlog werd geteisterd. Tot haar 5de woonde Beate samen met haar ouders in Oostenrijk. Toen haar vader in 1929 het aanbod kreeg om in Japan les te geven aan de Keizerlijke Muziek Academie verhuisde het hele gezin naar Japan. Oorspronkelijk vertrokken ze voor 6 maanden naar het Nogizaka district in Tokio, maar haar uiteindelijke verblijf duurde een goede 10 jaar. Beate paste zich snel aan aan haar nieuwe omgeving. Het is tijdens deze periode dat haar interesse voor oosterse kunsten tot stand kwamen. Ze leerde koto en bloemschikken en Japanse dans. Door middel van spelen met de buren leerde ze zichzelf de Japanse taal. Ze volgde onderwijs in een Duitse school in Yokohama: 東京横浜ドイツ学園 DSTY: Deutsche Schule Tokyo Yokohama. Nadat deze school echter het beleid van het Derde Rijk begon te volgen, veranderde ze van school. Van toen af aan volgde ze les aan The American School In Japan.
In 1939 vertrok ze naar Californië om er aan de Mills College haar opleiding af te werken. Ze was toen net geen 16. Oorspronkelijk zou ze na het behalen van haar diploma terugkeren naar haar ouders maar het uitbreken van de 2de Wereldoorlog besliste daar anders over. Na de aanval op Pearl Harbor in 1941 werd het onmogelijk haar ouders te contacteren. Ze zal niets meer van hen vernemen tot ze hen in 1946 in Japan gaat zoeken. In 1943 studeerde ze af met een Bachelor Moderne Talen. In 1945 kreeg ze het Amerikaanse staatsburgerschap.

## Tweede Wereldoorlog
Tijdens de Tweede Wereldoorlog engageerde Beate zich voor de Office of War Information in de Foreign Broadcast Information Service van de Federal Communications Commission met haar kennis van het Engels, Japans, Russisch, Frans en het Spaans. 
Later in 1945 ging ze met de General Headquarters, het centrale secretariaat van de Supreme Commander of the Allied Powers (SCAP), mee naar Tokio als tolk. Op deze manier kon ze ook haar ouders zoeken die gedurende de oorlog in Karuizawa verbleven hadden. Ze hadden erg te lijden gehad onder de oorlog en waren sterk ondervoed maar hadden de oorlog overleefd. Beate was toen 22.

### Gordons artikelen
In februari 1946 begon de delegatie geleid door Douglas MacArthur aan het opmaken van een nieuwe grondwet voor Japan. Deze werd in het geheim geschreven en zou aan het volk gepresenteerd worden als een document dat door de keizer aan het Japanse volk geschonken zou worden. Het is dus pas vele jaren later dat Beate in Japan erkend zou worden voor haar werk aan de grondwet.
Zij kreeg de opdracht om ‘het vrouwendeel’ van de grondwet op zich te nemen. Ze baseerde zich op wetteksten van verschillende landen om zo een idee te krijgen hoe ze hier aan zou beginnen. Ze vond 10 nationale wetteksten en hiermee gingen de staf en zij aan de slag. Het hele proces zou slechts 7 dagen duren.
Artikel 14 en Artikel 24 komen van de hand van Beate Sirota Gordon. Haar aandeel in de grondwet zorgde ervoor dat het toen de meest vooruitstrevende grondwet ter wereld was, zelfs meer nog dan die van de Verenigde Staten.

#### Artikel 14
- All of the people are equal under the law and there shall be no discrimination in political, economic or social relations because of race, creed, sex, social status or family origin.
- Peers and peerage shall not be recognized.
- No privilege shall accompany any award of honor, decoration or any distinction, nor shall any such award be valid beyond the lifetime of the individual who now holds or hereafter may receive it.

#### Artikel 24
- Marriage shall be based only on the mutual consent of both sexes and it shall be maintained through mutual cooperation with the equal rights of husband and wife as a basis.
- With regard to choice of spouse, property rights, inheritance, choice of domicile, divorce and other matters pertaining to marriage and the family, laws shall be enacted from the standpoint of individual dignity and the essential equality of the sexes.

Er kwam veel kritiek op de grondwet, niet allerminst door deze artikels. Tot dan was het in Japan niet de gewoonte om gelijke rechten voor man en vrouw en andere nationaliteiten als vanzelfsprekend te beschouwen. Toen Beate er op werd aangesproken hield ze voet bij stuk. Haar wil om de vrouwen in Japan een beter leven te geven was wat haar voortstuwde. Ze had zelf in haar kinderjaren gezien wat de positie van de Japanse vrouw was. “Japanse vrouwen werden als persoonlijk bezit beschouwd, ze werden gekocht en verkocht en hadden geen rechten” zei ze tegen de Dallas Morning News in 1999. Haar artikels zijn ongewijzigd in de grondwet opgenomen en zijn tot op de dag van vandaag ongewijzigd gebleven. 
Nochtans zijn ook vele andere van haar artikels niet doorgekomen, zoals het recht op betaald werk voor vrouwen en gelijk onderwijs voor jongens en meisjes. Deze werden eruit gehaald door de Japanse onderhandelaars. Zij was overigens de enige vrouw aanwezig op deze onderhandelingen.
Tijdens de onderhandelingen en het opmaken van de grondwet, zorgde ze ook nog voor haar ouders, die erg afgezwakt waren van de oorlog. Vooral haar moeder had erg te lijden gehad en was erg ondervoed.

## Terugkeer naar Amerika
Hoewel haar korte verblijf in Japan Beate verzekerd heeft van een plaats in de geschiedenisboeken is haar bijdrage aan de grondwet niet het enige dat ze verwezenlijkt heeft. Na haar terugkeer in Amerika zette ze zich in voor gelijke rechten voor man en vrouw over de hele wereld, en hield ze zich zeer actief bezig met haar eerste passie; de oosterse kunsten.
Ze trouwde in 1948 met Lt. Joseph Gordon die ze in Japan had leren kennen. Samen hebben ze 2 kinderen. Ze zijn 63 jaar getrouwd geweest tot haar man stierf, 4 maanden voor ze zelf het leven liet aan pancreas kanker.

### Rechtenactiviste
30 jaar lang was het voor haar en de rest van de toenmalige delegatie verboden om uit de biecht te klappen over de Japanse grondwet en wat hun aandeel hier in. Dit was echter in het voordeel van de grondwet. Moest haar jeugd, nationaliteit en sekse toen publiek zijn geweest dan had de grondwet misschien geen tot weinig effect gehad en zou haar werk voor niets geweest zijn. Haar vele latere bezoeken in Japan ijverde ze voor zelfstandigheid en rechten van de vrouwen. Ze werkte later als tolk samen met Ichikawa Fusae, Japanse vrouwenrechtenactiviste, en nam vele interviews af van, zo ook van Kume Ai, de eerste vrouw in Japan om als advocate haar Master te halen succesvol af te studeren. Toen was echter nog niet bekend dat zij het was die vrouwenrechten in de grondwet heeft geplaatst.
In 1995 kwamen echter haar memoires uit in het Japans, twee jaar later in het Engels. Het maakte van haar een beroemdheid in Japan, waarna ze er veel lezingen heeft gegeven.

### Kunstambassadrice
Beate’s andere grote passie was alles wat oosterse kunst was. Eenmaal terug in Amerika installeerde ze zich in New York, waar ze aan de slag ging bij Times magazine. Uiteindelijk belandde ze terug in de kunstwereld toen ze zich als Director of Student Programs aansloot bij het heroplevende Japan Society in New York in 1954. Op die manier kon ze uitwisselingsstudenten van dienst zijn en helpen bij hun carrière. Een van die studenten was Yoko Ono, met wie ze later nog een goede vriendschap zou onderhouden.
Ze organiseerde verschillende kunsttentoonstellingen en lezingen van Japanse artiesten, waaronder houtprintkunstenaar Shikō Munakata, en werkte samen met nog vele andere kunstenaars.
In 1958 werd ze benoemd tot Society's Director of Performing Arts. Dat gaf haar de mogelijkheid om nog veel meer de Japanse kunst te introduceren in Amerika en hielp ze met de totstandkoming van indrukwekkende carrières van toen nog relatief onbekende Japanse kunstenaars zoals Toshi Ichiyanagi en Suzushi Hanayagi.
In 1960 werd Beate een consultant voor de Asia Society performing arts program. Op die manier kon ze haar werkveld vergroten van Japan tot andere Aziatische landen zoals onder meer Korea en China.
Beate was daarnaast ook nog consultant en adviseur voor producers. Zo had ze aandeel in productie van de musical Pacific Overtures van Stephen Sondheim, geproduceerd door Harold Prince.
Vanaf de jaren 60 probeerde ze kotomuziek bekender te maken bij het Amerikaanse publiek. Dit wilde ze bewerkstelligen door componist Henry Cowell en Kimio Eto, toen zeer bekend kotospeler, aan elkaar voor te stellen. Daarop schreef Cowell een concert speciaal voor het koto instrument.
Beate produceerde zelf ook een van de eerste Aziatische optredens in het Lincoln Center for the Performing Arts.
In 1970 werd Beate voltijds benoemd tot Director of the Performing Arts Program of the Asia Society in New York. In 1987 werd ze de Society’s Director of Performances, Films, and Lectures.
Gedurende haar jaren bij de Japan Society en de Asia Society bracht ze vele stukken van Azië naar New York voor hun internationale debuut, waaronderː
- Edo Bayashi van Japan
- Heen Baba van Sri Lanka
- De Koreaanse drummers, Samul-Nori en gevierd Pansori zanger, Kim So-hi
- De gerenommeerde Nomura Kyōgen troupe
- Het Amerikaanse debuut van de MacArthur Award-winnende dansers Eiko & Koma
- Nihon Ongaku Shudan (Ensemble Nipponia)
- Bando Yaenosuke en zijn Tachimawari troupe
- de Royal Dancers and Musicians van Bhutan
- Chhau, the Masked Dance van Bengali
- Australische Aboriginal zand schilders
- De Fujian Hand Poppen van China
- Siberian-Asians van Kamchatka en de Amur River regio
- Thovil van Sri Lanka
- Javanese dans van Indonesia
- Penca enTopeng Babakan van Bandung en Cirebon, West Java, Indonesia
- De Sabri Broers van Pakistan

Beate reisde in haar zoektocht naar authentieke beeldende kunsten naar veel afgelegen plaatsen om er de lokale artiesten en kunsten op te zoeken. Die kon ze dan tentoon laten stellen in musea en universiteiten in heel Canada en Amerika, waaronder ook in New York. Zo produceerde Beate 39 tournees die door ongeveer anderhalf miljoen Amerikanen in 41 verschillende staten bekeken zijn.
Het bekender maken van de Aziatische kunsten zorgde voor een grotere Aziatische invloed in de Amerikaanse cultuur zoals in de kunst, theater, design, literatuur en muziek.

## Nalatenschap
Beate kreeg voor haar niet aflatende inspanning om oosterse kunsten in het westen bekend te maken verschillende prijzen, waaronder een Bessie Award (1990), waarbij vermeld wordt “for beating an ever-widening path between the cultures of East and West and for understanding the essential creative dialectic between tradition and experimentation and the fundamental partnership of artists involved in both”, de 2005 Ryoko Akamatsu Award, de Avon Grand Award to Women's Award (1997) en de John D. Rockefeller Award van de Asian Cultural Council (1997) als erkenning “of your extraordinary contributions in introducing American scholars, artists, and general audiences to the performing arts of Asia and in increasing the American understanding and appreciation of Asian dance, theater, and music traditions".
In november 1998 kreeg ze de Order of the Sacred Treasure, Gold Rays with Rosette, van de Japanse overheid.
Ook verschenen nog verschillende boeken, biografieën waaronder “The Only Woman in the Room” en “Christmas 1945: The Biography of the Woman Who Wrote the Equal Rights Clause of the Japanese Constitution”.
Later werd haar biografie nog verfilmd in de film “A Gift from Beate” die uitkwam in 2004.

## Overlijden
Beate overleed thuis op 30 december 2012 van kanker aan de pancreas. Ze was toen 89 jaar. Haar laatste publieke officiële woorden zijn er van aandringen, dat het artikel dat handelt over gelijke rechten voor mannen en vrouwen in de Japanse grondwet er zal blijven.